# Myriam Stefford

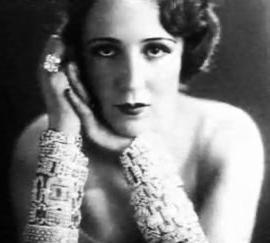
Myriam Stefford

Rosa Martha Rossi alias Myriam Stefford (* 30. Oktober 1905 in Bern, Schweiz; † 26. August 1931 in Marayes San Juan, Argentinien) war eine der ersten Frauen, die in Argentinien das Fliegen lernten. Auf einem Etappenflug zu den damals 14 Provinzhauptstädten stürzte sie ab. In Argentinien gilt sie als Flugpionierin. Sie war mit dem argentinischen Millionär und Bohème Raúl Barón Biza verlobt.

## Leben

### Kindheit und Jugend
Myriam Stefford wurde als erstes Kind des Kutschenhändlers Antonio Rossi aus Arzo (TI) und der Bernburgerin Rosa Emma Hofmann in Bern geboren. Am 3. Dezember 1905 wurde sie in der katholischen Dreifaltigkeitskirche auf den Namen Rosa Martha Rossi getauft. Zwei Jahre später kam ihre Schwester Julie Clara auf die Welt.
Über die Kindheits- und Schuljahre von Myriam Stefford ist wenig bekannt. Der Vater war Vertreter des Zürcher Kutschenbaubetriebs C. & R. Geissberger, der zu dieser Zeit auch mit der Herstellung von Automobilkarosserien begann. Zudem engagierte er sich als aktiver Turner und Kampfrichter im gesellschaftlichen Leben. Die Familie zog mehrmals innerhalb der Stadt Bern um.
Myriam Stefford wurde am 21. August 1924 in Bern mit der Bemerkung „Pass an Tochter Rosa Martha für ein Jahr nach Paris“ abgemeldet. Sie war damals mit 18 Jahren noch minderjährig. Den Pass muss sie demnach mit Erlaubnis der Eltern erhalten haben. Mit welchem Ziel Rosa Rossi alias Myriam Stefford nach Paris aufbrach, ist unbekannt. Nur zwei Monate später, am 4. November 1924, zogen die Eltern mit der jüngeren Schwester ins Tessin.
Die New York Times schrieb, Myriam Stefford habe eine Hauptrolle im Stummfilm Moulin Rouge von 1928 gespielt, was nachweislich falsch ist. Nicht nur, weil die Hauptrollen des Films anders besetzt waren, sondern auch weil Rosa M. Rossi am 18. Oktober 1928 in Buenos Aires eintraf und dort von der Einwanderungsbehörde als ledig mit dem Beruf Labores registriert wurde.

### In Argentinien
Nach Argentinien kam Rosa Rossi gemeinsam mit ihrem Verlobten, dem Politiker und Autor Raúl Barón Biza (1899–1964), ein Millionär und Lebemann. Wann und wo sie ihn kennen lernte, ist nicht bekannt. Doch porträtierte er sie bereits 1926 in der von ihm herausgegebenen Kultur- und Klatschzeitschrift „Charleston“. Dort inszenierte er sie zum ersten Mal als aufstrebenden Filmstar Myriam Stefford. In Argentinien, wo sie mit ihm lebte, und auf den gemeinsamen Europareisen wurde sie in den Zeitungsberichten als berühmte Schauspielerin und Österreichische Baroness beschrieben.
1930 inszenierte das Paar seine Hochzeit. Mit einem Telegramm an die New York Times kündigte es am 2. Mai 1930 seine Heiratspläne an. Und am 27. September 1930 vermeldete die spanische Zeitung La Razón aufgrund eines Telegramms die Hochzeit des Paares in Venedig. Tatsächlich waren Myriam Stefford und Raúl Barón Biza in Venedig. Doch diese Hochzeit hat wahrscheinlich nie stattgefunden. Denn als Barón Biza im Februar 1931 wieder in Argentinien ankam, wurde er auf den Einreisedokumenten als «ledig» bezeichnet. Auch Rosa M. Rossi wurde 1931 im Flugunfallbericht als «ledig» bezeichnet.
Zurück in Argentinien entdeckte Myriam Stefford das Fliegen. Ihr Verlobter schenkte ihr ein kleines Flugzeug und sie nahm Flugstunden. Nur drei Wochen nachdem sie ihren Flugschein erhalten hatte, trat sie am 18. August 1931 einen mehrtägigen Etappenflug zu den Provinzhauptstädten Argentiniens an. Es sollte die Vorbereitung sein, um danach als erste Frau von Buenos Aires nach Nordamerika zu fliegen. Auf dem Flug wurde Myriam Stefford von ihrem Fluglehrer Ludwig Wilhelm Fuchs begleitet. Am 26. August 1931 stürzte das Flugzeug kurz nach dem Start in Marayes in der Provinz San Juan ab. Myriam Stefford und ihr Fluglehrer verunglückten dabei tödlich.
Wenige Jahre später ließ Raúl Barón Biza vom Architekten Fausto Newton ein Mausoleum für Myriam Stefford bauen. Das Denkmal in Alta Gracia hat die Form eines Flugzeugflügels und ist mit 82 Metern eines der höchsten Denkmäler in Argentinien.

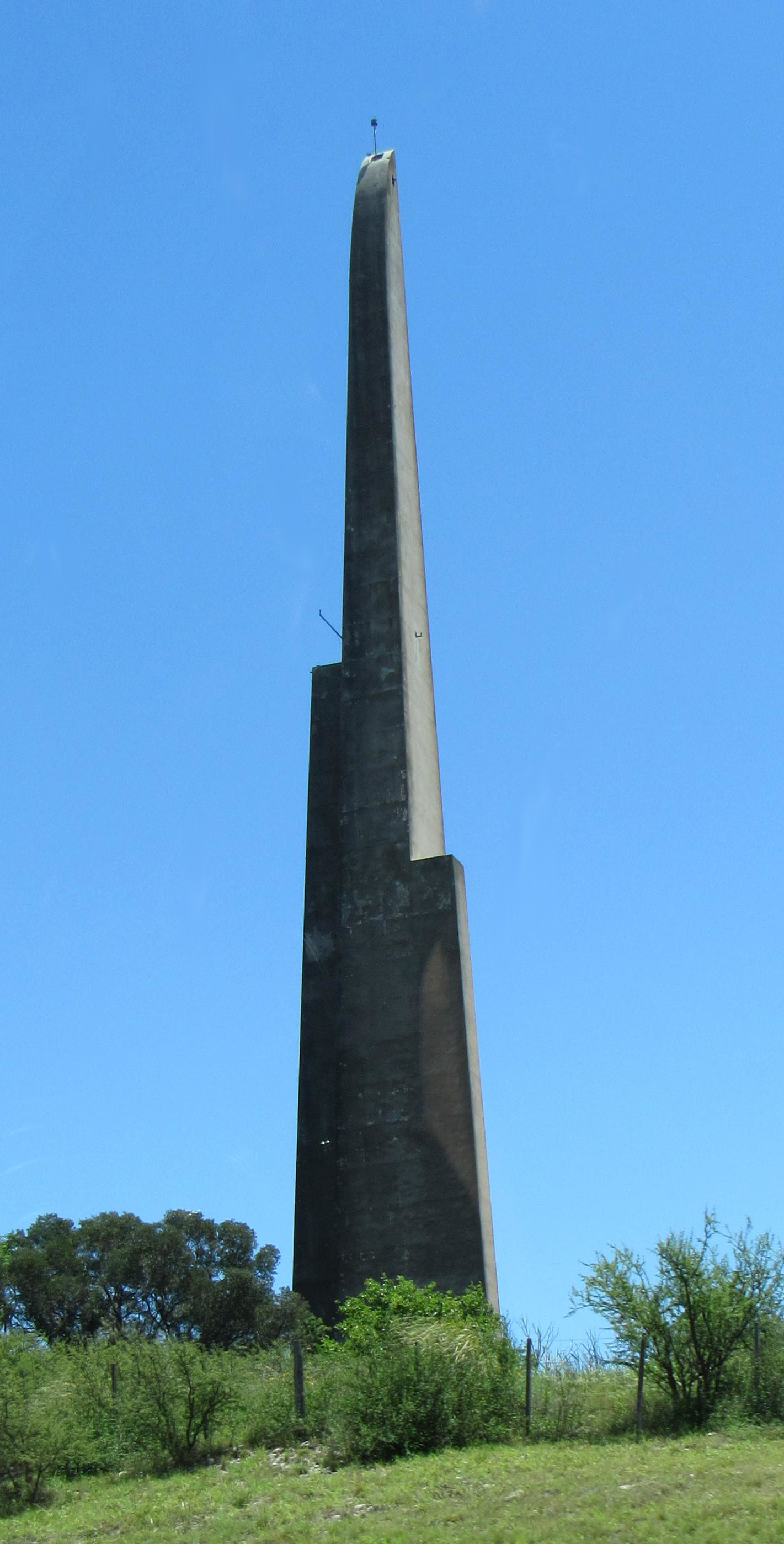
Mausoleum für Myriam Stefford in Alta Gracia